# Karimah Ashadu
Karimah Ashadu (geboren 1985 in London) ist eine nigerianische Videokünstlerin, die in Lagos, Hamburg und London lebt. Filme von Karimah Ashadu wurden unter anderem im Museum of Modern Art, in der Tate-Gallery oder der Wiener Secession und im Hamburger Kunstverein gezeigt. Ihr Werk wurde mehrfach ausgezeichnet, unter anderem mit dem Silbernen Löwen der Biennale di Venezia. 

## Leben und Werk
Karimah Ashadu studierte Bildende Kunst, Kunstgeschichte und Architektur an der University of Reading. Ihren Master machte sie in der Fachrichtung Spacial Design am Chelsea College of Art and Design in London. Von 2014 bis 2016 war sie Fellow bei De Ateliers in Amsterdam. Die Künstlerin beschäftigte sich zunächst mit Malerei, wechselte dann aber zum Medium der Videokunst. Seit 2020 führt Karimah Ashadu eine eigene Filmproduktionsfirma, Golddust by Ashadu, die sich auf die Produktion von Künstlerfilme zu schwarzer Kultur und afrikanischen Themen fokussiert.
Karimah Ashadu zeigt in ihren Filmen Menschen, die für ein unabhängiges Leben kämpfen. Häufig spielen sie in der Arbeitswelt Nigerias, zum Beispiel bei der Palmölgewinnung oder in einer Holzwerkstatt. Es gibt allerdings auch Werke, die in Deutschland oder anderen Ländern spielen, so etwa den Film Brown Goods, der in Hamburg spielt.
Ihre Werke wurden mehrfach auf Filmfestivals ausgezeichnet, so auf dem Ann Arbor Film Festival, Euro Video und dem Split Film Festival. 2020 erhielt sie den Ars Viva Preis. 2022 wurde Karimah Ashadu für ihre Videoinstallation Cowboy der Kunstpreis der Böttcherstraße in Bremen verliehen. Auf der Biennale di Venezia 2024 erhielt sie den Silbernen Löwen der internationalen Hauptausstellung.